# Зубово (Владимирская область)
Зубово — деревня в Собинском районе Владимирской области России, входит в состав Асерховского сельского поселения.

## География
Деревня расположена в 9 км на северо-запад от центра поселения посёлка Асерхово, в 14 км на юго-восток от райцентра Собинки.

## История
В конце XIX — начале XX века деревня входила в состав Подольской волости Владимирского уезда. В 1859 году в деревне числилось 28 дворов, в 1905 году — 34 двора, в 1926 году — 36 хозяйств.
С 1929 года деревня входила с состав Кадыевского сельсовета Собинского района, с 1965 года — в составе Вышмановского сельсовета, с 2005 года входит в состав Асерховского сельского поселения.

## Население
| 1859 | 1905 | 1926 |
| ---- | ---- | ---- |
| 162  | 193  | 141  |

| 1859 | 1905 | 1926 | 2002 | 2010 | 2021 |
| ---- | ---- | ---- | ---- | ---- | ---- |
| 162  | ↗193 | ↘141 | ↘5   | ↘3   | ↘2   |